# Sezures (Vila Nova de Famalicão)
Sezures ist ein portugiesischer Ort und eine ehemalige Gemeinde (Freguesia) im nordportugiesischen Kreis Vila Nova de Famalicão. Die Gemeinde hatte 497 Einwohner (Stand 30. Juni 2011).
Am 29. September 2013 wurden die Gemeinden Sezures, Arnoso (Santa Maria) und Arnoso (Santa Eulália) zur neuen Gemeinde União das Freguesias de Arnoso (Santa Maria e Santa Eulália) e Sezures zusammengeschlossen.

## Bauwerke

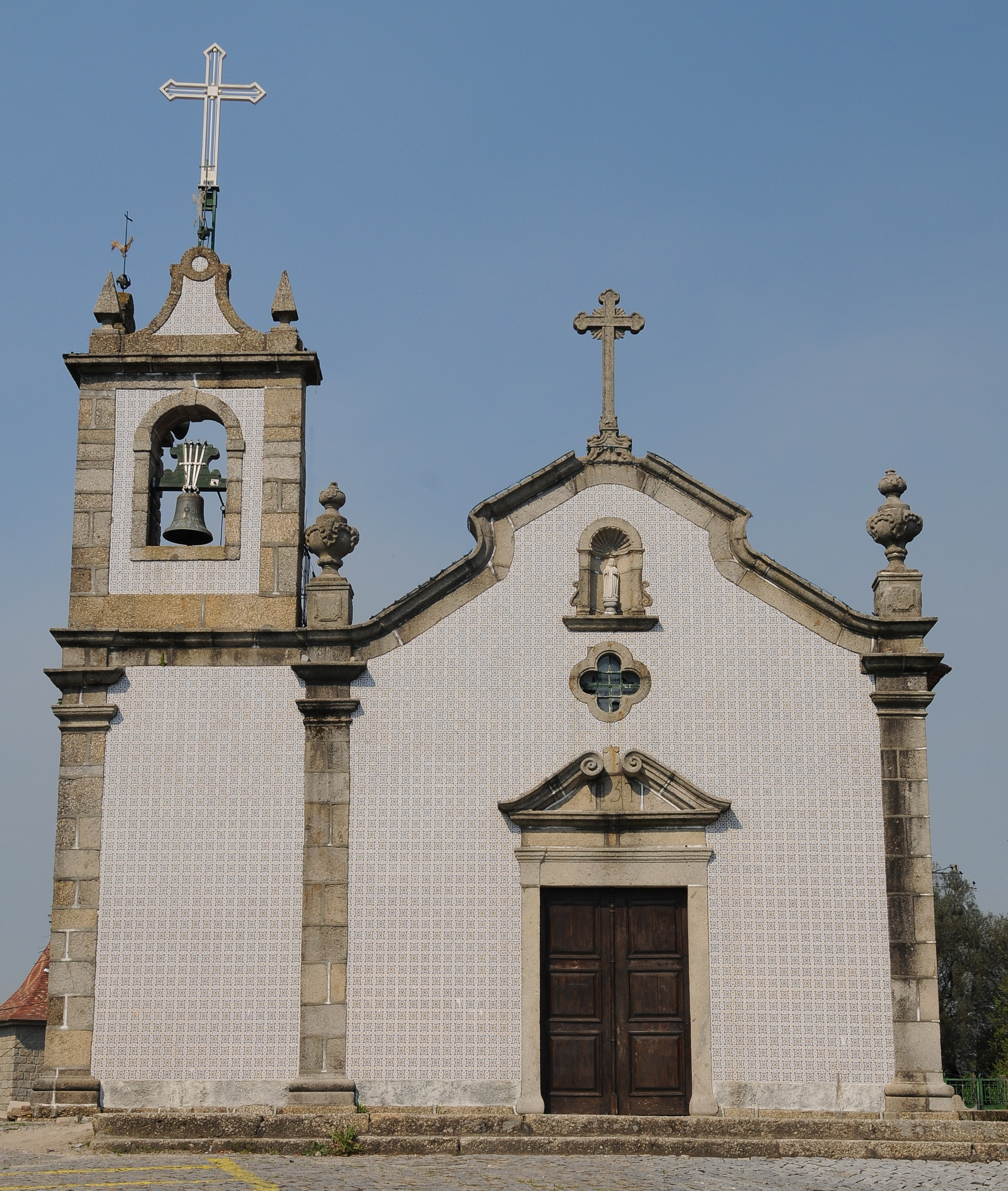
Kirche von Sezures

- Alminhas da Igreja